# Pomme (cantante)
Claire Isabelle Geo Pommet (Lyon, 2 de agosto de 1996), también conocida como Pomme (francés: [pɔm]), es una cantante, compositora y música francesa.

## Biografía
Claire Pommet creció en el área de Lyon. Aprendió teoría musical desde los 6 años, se unió a un coro de niños, La Cigale de Lyon, a los 7 años y aprendió a tocar el violonchelo a los 8 años. Su madre, maestra, toca la flauta; su padre, un agente de bienes raíces, escuchaba a Michel Polnareff, Serge Reggiani y Charles Aznavour; y es el padre de un amigo que la presentó al público y la da a conocer en Estados Unidos. Es autodidacta y publica videos en la plataforma web de YouTube.
En septiembre de 2017, a la edad de 21 años, actuó por primera vez cuatro veces en La Boule noire en París. En octubre lanzó su primer álbum de chanson française, titulado À peu près; descrito como una mezcla entre pop y  folk según Salome Rouzerol-Douglas de Le Figaro; es "muy alentador", considera Gilles Renault de Libération; mientras que Marie-Catherine Mardi de RFI considera que "la letra no convence [en su totalidad]" pero alaba el canto. Los periodistas de Libération y Le Figaro enfatizan la calidad de sus actuaciones en vivo, durante las cuales ella toca particularmente el autoarpa y la guitarra.
Pomme realizó la primera parte de la gira de Asaf Avidan en otoño de 2017. En febrero de 2018, actuó en el Café de la Danse en París, después de haber participado en las primeras partes de Louane y Vianney, luego subió al escenario en La Cigale a mediados de 2018 y en el Trianon a principios de 2019.
La letra que escribe y compone, y la mitad del repertorio que interpreta, a menudo evocan temas relacionados con amor, muerte y "situaciones cotidianas que recurre al romanticismo" (Le Figaro). El amor, en sus textos, no solo es heterosexual, sino también bisexual u homosexual; ella dedica una canción a la cantante de Quebec Safia Nolin, de la que fue compañera. Ella explica a Télérama: "Asumo muy naturalmente mi homosexualidad, por ejemplo, usando pronombres femeninos en mis canciones. Y creo que es importante dada la cantidad de mensajes de agradecimiento que recibo. De adolescente, también me hubiera gustado poder reconocerme en cantantes lesbianas". En 2021 colaboró con la artista noruega AURORA, con el sencillo Everything Matters.
Pomme es abiertamente lesbiana. 

## Discografía
| Álbumes de estudio - 2016: En canvale - 2017: À peu près - 2019: Les failles - 2020: Les failles cachées - 2020: Quarantine phone sessions - 2022: Consolation |

## Canciones
| Canción              | Año  |
| -------------------- | ---- |
| J'suis pas dupe      | 2015 |
| Je t'emmènerais bien | 2015 |
| En canvale           | 2015 |
| Jane & John          | 2015 |
| Sans toi             | 2016 |

| Canción                 | Año  |
| ----------------------- | ---- |
| Même robe qu'hier       | 2017 |
| À peu près              | 2017 |
| Ce garçon est une ville | 2017 |
| Comme si j'y croyais    | 2017 |
| La gare                 | 2017 |
| Adieu mon homme         | 2017 |
| A Lonely One            | 2017 |
| Pauline                 | 2017 |
| Ceux qui rêvent         | 2017 |
| La lavande              | 2017 |
| On brûlera              | 2017 |
| De quoi te plaire       | 2017 |
| De là-haut              | 2017 |

| Canción                       | Año  |
| ----------------------------- | ---- |
| anxiété                       | 2019 |
| Je sais pas danser            | 2019 |
| Grandiose                     | 2019 |
| les séquoias                  | 2019 |
| les oiseaux                   | 2019 |
| pourquoi la mort te fait peur | 2019 |
| la lumière                    | 2019 |
| soleil soleil                 | 2019 |
| saphir                        | 2019 |
| une minute                    | 2019 |
| chapelle                      | 2019 |

| Canción                        | Año  |
| ------------------------------ | ---- |
| 1996                           | 2020 |
| les cours d’eau                | 2020 |
| vide                           | 2020 |
| sorcières                      | 2020 |
| magie bleue ft. Flavien Berger | 2020 |
| chanson for my depressed love  | 2020 |
| comme tu dis                   | 2020 |

| Canción              | Año  |
| -------------------- | ---- |
| Soleil brûlant       | 2016 |
| Mon frère            | 2018 |
| 2019                 | 2019 |
| à perte de vue       | 2021 |
| Nelly                | 2022 |
| Tombeau              | 2022 |
| Ma Meilleure Ennemie | 2024 |

| Canción        | Año  |
| -------------- | ---- |
| 22:51          | 2022 |
| Jardin         | 2022 |
| Dans mes rêves | 2022 |
| La rivière     | 2022 |
| Nelly          | 2022 |
| Septembre      | 2022 |
| Bleu           | 2022 |
| When I c u     | 2022 |
| Puppy          | 2022 |
| Tombeau        | 2022 |
| Allô           | 2022 |
| B.             | 2022 |

## Recompensas
- Álbum revelación para Les failles en la edición 2020 de la ceremonia las Victoires de la Musique[7]

- Mejor Artista femenina del año en la edición 2021 de la ceremonia las Victoires de la Musique[7]